# Hartmaniella erecta
Hartmaniella erecta is een borstelworm uit de familie Hartmaniellidae. Het lichaam van de worm bestaat uit een kop, een cilindrisch, gesegmenteerd lichaam en een staartstukje. De kop bestaat uit een prostomium (gedeelte voor de mondopening) en een peristomium (gedeelte rond de mond) en draagt gepaarde aanhangsels (palpen, antennen en cirri).
Hartmaniella erecta werd in 1977 voor het eerst wetenschappelijk beschreven door Imajima.